# Acidoton lanceolatus
Acidoton lanceolatus är en törelväxtart som beskrevs av Ignatz Urban och Erik Leonard Ekman. Acidoton lanceolatus ingår i släktet Acidoton och familjen törelväxter.
Artens utbredningsområde är Haiti. Inga underarter finns listade i Catalogue of Life.